# دانشگاه دل ایستمو
دانشگاه دل ایستمو (به اسپانیایی: Universidad del Istmo) یک دانشگاه در گواتمالا است که در شهر گواتمالا واقع شده‌است.